# Калвильо
Община Калвильо се намира в щата Агуаскалиентес, Мексико с площ 931.26 км² и население 50 183 души (2000). Административен център е град Калвильо.